# سری مولیانی
سری مولیانی (انگلیسی: Sri Mulyani؛ زادهٔ ۲۶ اوت ۱۹۶۲) سیاست‌مدار اهل اندونزی است.
به عنوان وزیر دارایی از 2005 تا 2010 فعالیت داشت ، سریل مولانی به عنوان یک اصلاح طلب سخت شناخته شد و بیشتر به تقویت اقتصاد اندونزی ، افزایش سرمایه گذاری ها و هدایت بزرگترین اقتصاد جنوب شرقی آسیا از طریق بحران مالی 10-10-2007 اعتبار داشت. در سال 2014 ، وی توسط مجله Forbes به عنوان 38مین زن قدرتمند و در فهرست قدرت‌مندترین زنان جهان نشریه فوربز جهان قرار گرفت.